# Urticinopsis antarctica
Urticinopsis antarctica is een zeeanemonensoort uit de familie Actiniidae.
Urticinopsis antarctica is voor het eerst wetenschappelijk beschreven door Verrill in 1922.